# فال تيكسيرا
فال تيكسيرا (26 مارس 1977 في البرتغال - ) هو لاعب كرة قدم برتغالي في مركز الدفاع. لعب مع نادي تشيسترفيلد وCrystal Palace Baltimore ‏ وسانجوانينسي ‏ وReal Maryland F.C. ‏ وSeacoast United Phantoms ‏ وRhode Island Stingrays ‏.

## وصلات خارجية
- فال تيكسيرا على موقع قاعدة بيانات كرة القدم.إي يو (الإنجليزية)